# Michał (Kopysteński)
Michał Kopysteński, lub Michał Kopystyński herbu Leliwa (w świecie Maciej lub Mateusz, również Kopystyński, zm. 1610 w Kopyśnie) – prawosławny władyka przemyski w latach 1591–1610.

## Życiorys
Wraz z biskupem lwowskim Gedeonem Bałabanem byli czołowymi przeciwnikami unii brzeskiej, i do niej nie przystąpili. Podpisał protest przeciwko postanowieniom unii brzeskiej. Zostali za to wyklęci przez biskupów przystępujących do unii. Jednak na sejmie z 1597 r. zadecydowano, że i Gedeon Bałaban, i Michał Kopysteński, zachowają prawo do swoich godności.
Według tradycji wskazuje się trzy miejsca jego pochówku: wzgórze Horbysko w Kopyśnie, cerkiew Opieki Najświętszej Maryi Panny w Kopyśnie, lub cerkiew św. Onufrego w Posadzie Rybotyckiej.